# Lithospermum oblongifolium
Lithospermum oblongifolium là loài thực vật có hoa trong họ Mồ hôi. Loài này được Greenm. mô tả khoa học đầu tiên.